# ایسا (استان آمور)
ایسا (به لاتین: Isa) یک منطقهٔ مسکونی در روسیه است که در استان آمور واقع شده‌است.